# 이카리아 와리우티아
이카리아 와리우티아(학명: Ikaria wariootia)는 에디아카라기에 이카리아속을 구성했던 유일한 생물이다. 최초의 좌우대칭동물로, 현재 존재하는 모든 좌우대칭동물의 조상이며 이후 등장한 생물의 진화적 연결고리를 발견할 수 있다. 이카리아 와리우티아가 발견된 오스트레일리아 남부 이외에도 가장 오래된 좌우대칭동물들이 발굴되었는데, 이들이 현생 동물들과의 공통점이 거의 없는 반면 이카리아 와리우티아는 모든 좌우대칭동물이 하나의 조상에서 기원했음을 뒷받침하는 근거를 제공했다. 기존까지 에디아카라기에 발견된 고생물들은 현재 존재하는 생물들과 아무런 접점이 없었지만, 이카리아 와리우티아는 캄브리아기 다른 생물들과의 결정적인 연관점을 보여주었다.

## 명칭
학명 이카리아의 원형이 되는 '이카라'(Ikara)는 오스트레일리아의 애보리진 중 하나인 아드야마다나 원주민(Adnyamathanha) 언어로 '만남의 장소' 또는 '회합의 장소'를 뜻한다. 이카리아 와리우티아라는 학명에서 종을 뜻하는 '와리우티아'는 와리오타 강(Warioota Creek)의 이름을 딴 것이다. 와리오타 강은 플린더스 산맥(Flinders Ranges)에서부터 호주 남부의 목초지(station)인 닐페나(Nilpena)까지 흐르는 강으로, 2019년 이 강이 지나는 닐페나에서 이카리아 와리우티아의 화석이 발견되면서 이카리아 와리우티아의 이름이 되었다.

## 생태
형태는 단순하지만 이러한 특징들은 에디아카라기에 존재했던 생물들과 분명히 구분되는 것들이다. 동시기에 살았던 생물과는 구분되는 좌우대칭을 가진 생물로 화석을 보면 앞뒤의 구분이 있었던 것으로 보인다. 불규칙적인 밀리미터 크기의 좁쌀 모양으로 길이가 너비에 비해 대략 2.3배정도의 비율을 가지고 있었다. 앞부분은 가파르게 구부러진 반면 뒷부분은 대체로 완만한 모양을 하고 있었다. 당시로선 드물게 양옆이 아닌 앞뒤의 굴곡이 뚜렷한 생물로 이를 통해 두 개에서 다섯 개 정도로 구분되는 몸을 앞뒤로 수축해서 움직였을 것으로 여겨진다. 몸이 수축했을 때에는 가운데가 굵어지는 방추형을 띄었을 것으로 보인다.
3차원 레이저 스캔을 통해 이카리아 와리우티아가 앞뒤 구분이 뚜렷한 생물이라는 것을 밝혀 냈고 길이가 1.9 ~ 6.7 mm, 너비 1.1 ~ 2.4 mm, 두께 0.6 ~ 1.6mm정도의 크기를 가졌을 것으로 추정된다. 길이와 너비, 굵기는 서로 불규칙하지만, 와리우티카의 화석은 항상 굵기가 너비보다 작다. 화석생성에 대한 분석(taponomic processes)을 통해 위로부터 가해진 압력에 의한 것임을 알 수 있다.

## 참고 자료
- Scott D, Evans; James G, Gehling; Ian V, Hughes; Mary L, Droser (2020년 3월 23일).  Neil H, Shubin, 편집. “Discovery of the oldest bilaterian from the Ediacaran of South Australia”. 《미국국립과학원회보(PNAS)》. (구독 필요).